# Vàlvula de seguretat

Diagrama d'una vàlvula d'alleujament.

Les  vàlvules d'alleujament de pressió , també anomenades  vàlvules de seguretat  o  vàlvules d'alleujament , estan dissenyades per alliberar fluid quan la pressió interna supera el llindar establert. La seva missió és evitar una explosió, la fallada d'un equip o canonada per un excés de pressió. Existeixen també les vàlvules d'alleujament que alliberen el fluid quan la temperatura supera un límit establert. Aquestes vàlvules són anomenades  vàlvules d'alleujament de pressió i temperatura .

## Usos típics

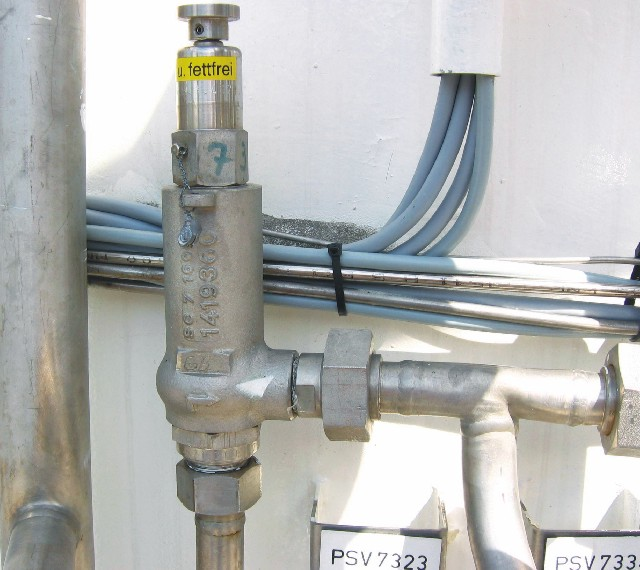
vàlvules d'alleujament per oxigen.

Les vàlvules d'alleujament es poden trobar a nivell industrial, comercial i domèstic. En general es pot trobar aquest tipus de vàlvules, en qualsevol lloc on circuli o es mantingui un fluid que estigui sotmès a canvis de pressió i/o temperatura.
Entre els exemples més comuns i a la vista de tothom hi ha els escalfadors d'aigua. Les vàlvules d'alleujament instal·lades en els escalfadors o en la línia de l'escalfador estan dissenyades per a obrir-se i alliberar la pressió en cas que la pressió superi els 120-150 PSI (8-10 bar) per evitar una explosió en cas de fallada del termòstat.
A la indústria també sobren els exemples com els compressors d'aire o estacions de reducció de pressió per a subministrament de gas natural.
Altres usos habituals d'aquestes vàlvules són l'alleujament de pressió en un bloqueig en el sistema d'impulsió d'una bomba, o per alleujar l'augment de pressió a causa d'una expansió tèrmica d'un fluid confinat en un sistema tancat.
A nivell industrial no totes les vàlvules alliberen el fluid a l'exterior, en el cas d'un gas o un líquid perillós l'alliberament es fa cap a contenidors especials.
Les vàlvules d'alleujament de pressió també són utilitzades per controlar processos, en aquests casos les vàlvules actuen enviant els fluids a determinats llocs depenent de la pressió del sistema.

## Tipus

### Mecànics

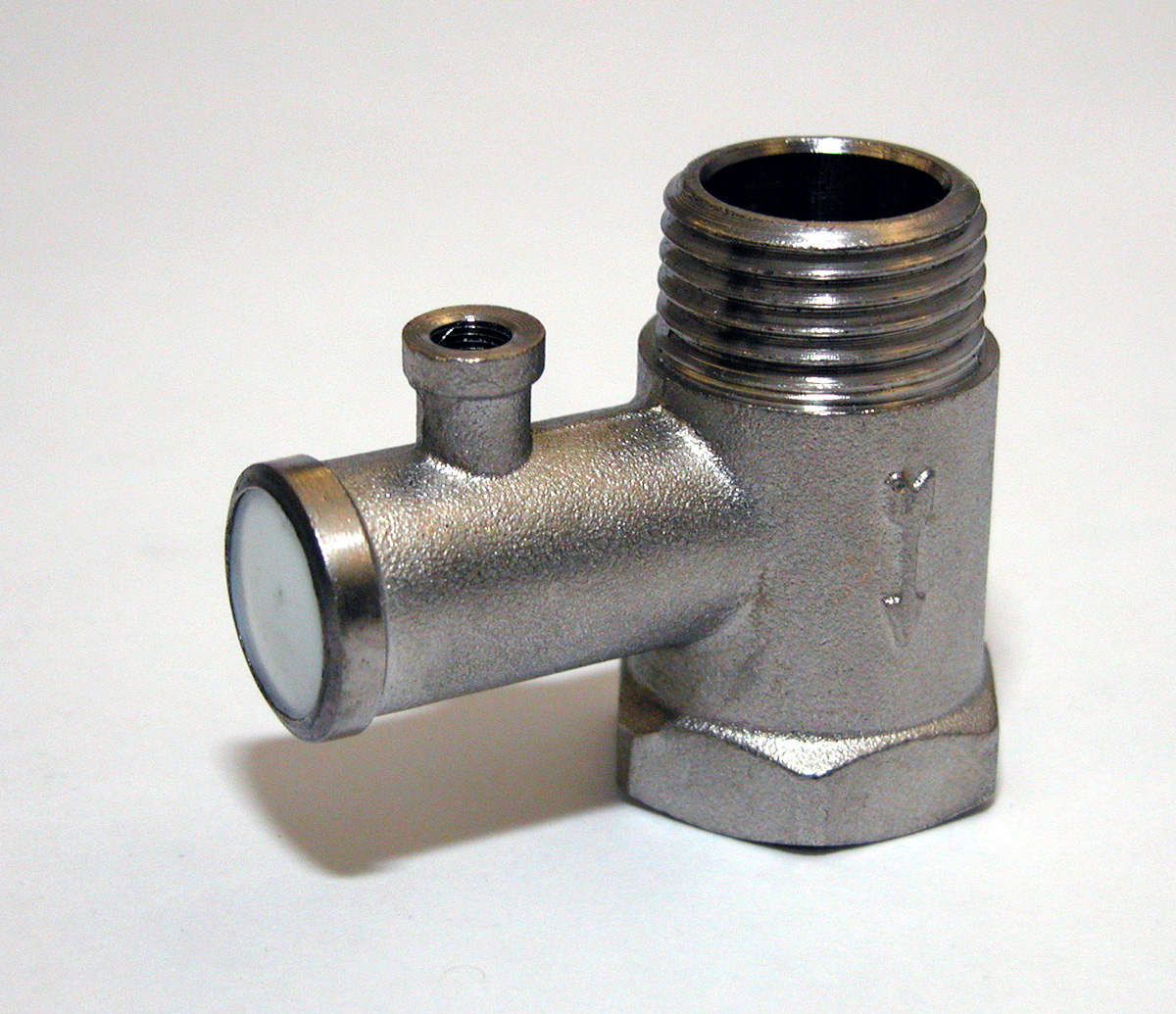
vàlvules d'alleujament per als escalfadors d'aigua.

El mecanisme d'alleugeriment consisteix en un tap que manté tancat la fuita. Un ressort conserva aquest tap en posició evitant que el fluid s'escapi del contenidor o canonada. Quan la pressió interna del fluid supera la pressió del ressort el tap cedeix i el fluid és expulsat a través de la sortida. Una vegada que la pressió interna disminueix el tap torna a la seva posició original.
El llindar de pressió que determina el punt d'alliberament del fluid s'ajusta augmentant o reduint la pressió que el ressort exerceix sobre el tap amb un cargol que el travessa pel seu centre.
Les vàlvules d'alleujament de pressió i temperatura tenen un segon mecanisme per alliberar la pressió que és activat quan s'arriba a determinada temperatura. Ets vàlvules s'obriran quan passi un d'aquests dos esdeveniments: pressió per dalt del llindar o temperatura per dalt del llindar, el que passi primer.

### Elèctrics
Les vàlvules elèctriques d'alleujament compten amb els dos mòduls, un pressòstat i una electrovàlvula. El pressòstat es pot ajustar perquè dispari l'electrovàlvula a la pressió desitjada.

### Electrònics
Els sistemes més avançats en lloc d'un pressòstat tenen un transductor de pressió que envia un senyal a una sala de control. Allà un operador de manera manual o programant un ordinador decideix a quina pressió s'ha d'obrir o tancar l'electrovàlvula.